# Stay (Victoria Justice)
Stay è un singolo della cantante statunitense Victoria Justice, pubblicato il 12 febbraio 2021.

## Tracce
Testi e musiche di Victoria Justice, Louis Schoorl.
1. Stay – 2:59

## Video musicale
Il video musicale del brano è stato pubblicato il 27 febbraio 2021 sul canale ufficiale dell'artista. Nel video Phillip Ponesky interpreta l'alieno di cui si innamora la cantante.